# Андрійко Олександр Вікторович
Олекса́ндр Ві́кторович Андрі́йко (нар. 2 жовтня 1993 — 10 березня 2015) — лейтенант МВС України.

## Життєвий шлях
Народився в сім'ї педагогів, 1994 року родина переїхала до села Піщане Решетилівського району, де Олександр й закінчив Піщанську ЗОШ. 4 роки прослужив в органах внутрішніх справ, 2014-го закінчив Луганський державний університет внутрішніх справ, лейтенант.
Старший інспектор взводу ДПС ДАІ УМВС України в Полтавській області. Брав участь в бойових діях; під час несення служби на блокпосту під Полтавою двічі затримував автомобілі порушників зі зброєю.
Загинув 10 березня 2015-го у ДТП під селом Копили — на блокпосту «Копили» водій автомобіля «Land Rover» проігнорував вимогу про зупинку. Тоді інспектор ДПС сів в автомобіль «Toyota Corolla» — у ньому перебували двоє активістів Правого сектору, усі рушили за порушником. Під час переслідування порушник, маневруючи, зіштовхнув автомобіль переслідуючий, він зіштовхнувся з вантажівкою МАЗ. У ДТП загинули Сергій Гунько та інспектор Олександр Андрійко. Водій Тойоти — другий боєць ДУК — з численними травмами потрапив до лікарні.
Похований у селі Піщане.
Без єдиного сина лишились батьки Віктор та Тетяна Андрійки.

## Вшанування
- 6 березня 2017 року в Піщанській ЗОШ відкрито меморіальну дошку випускнику Олександру Андрійку.